# Build a Bitch
Build a Bitch è un singolo della cantante statunitense Bella Poarch, pubblicato il 14 maggio 2021 come primo estratto dal primo EP Dolls.

## Descrizione
Build a Bitch è stata descritta da Clash come una traccia pop, mentre il testo è stato indicato dalla stessa artista come un «inno anti-stereotipi»; la sua stesura è stata influenzata dall'improvvisa popolarità ottenuta da Poarch sui social media, in particolare su TikTok.

## Accoglienza
Hattie Collins di Vogue ha apprezzato la canzone per le sue tematiche contro i canoni di bellezza, sottolineando «quanto [Poarch] sia eccezionalmente talentuosa e quanto sia propensa nell'avviare una carriera musicale»; l'ha definita infine una hit per TikTok. Jon Pareles, Giovanni Russonello e Lindsay Zoladz del New York Times hanno definito Build a Bitch «carina, ma allo stesso tempo furiosa».

## Video musicale
Il video musicale, diretto da Andrew Donoho, è stato reso disponibile su YouTube in concomitanza con l'uscita del singolo e conta la partecipazione di diverse celebrità di internet e non, tra cui Mia Khalifa, Bretman Rock, Larray e il produttore Sub Urban.

## Tracce
Testi e musiche di Bella Poarch, David Arkwright, Elie Rizk, Justin Gammella, Salem Ilese e Daniel Maisonneuve.
1. Build a Bitch – 2:02

## Successo commerciale
Il singolo ha debuttato alla 58ª posizione della Billboard Hot 100 grazie a 13,1 milioni di riproduzioni in streaming, 3 000 download digitali e 260 000 ascoltatori raggiunti in radio.

## Classifiche
| Classifica (2021) | Posizione massima |
| ----------------- | ----------------- |
| Australia         | 28                |
| Austria           | 60                |
| Belgio (Fiandre)  | 86                |
| Canada            | 28                |
| Finlandia         | 19                |
| Francia           | 179               |
| Germania          | 86                |
| Grecia            | 39                |
| India             | 10                |
| Irlanda           | 23                |
| Lituania          | 31                |
| Malaysia          | 5                 |
| Norvegia          | 25                |
| Nuova Zelanda     | 24                |
| Paesi Bassi       | 78                |
| Perù              | 80                |
| Polonia           | 60                |
| Portogallo        | 60                |
| Regno Unito       | 30                |
| Repubblica Ceca   | 29                |
| Romania           | 84                |
| Singapore         | 6                 |
| Slovacchia        | 24                |
| Stati Uniti       | 56                |
| Svezia            | 65                |
| Svizzera          | 74                |
| Ungheria          | 26                |